# Kungsholmen

Kungsholmen (svédül: A király szigete) a Mälaren-tó egyik szigete és Stockholm egyik kerületének a neve.
Az 1400-as években a ferencesek laktak a szigeten és szerzetesek táborának hívták abban az időben.  A reformáció korában 1645 után a szigetet Kungsholmennek nevezték el.